# Leptasterias hispida
Leptasterias hispida is een zeester uit de familie Asteriidae.
De wetenschappelijke naam van de soort werd in 1840 gepubliceerd door Edward Forbes.